# Kurzspeicherkapazität
Die Kurzspeicherkapazität ist, laut einem Modell der so genannten Erlanger Schule der Informationspsychologie, das eigentliche physikalische Maß von individuellen Unterschieden in der Intelligenz.
Die Kapazität C des „Arbeitsspeichers“ des menschlichen Kurzzeitgedächtnisses (gemessen in Bit) ist das Produkt aus der Informationsverarbeitungsgeschwindigkeit S (in Bit pro Sekunde) und der Gedächtnisspanne D in Sekunden:
{\displaystyle C[Bit]=S[Bit/s]\cdot D[s]}
Während der Intelligenzquotient (IQ) eine relative, auf den Zentralwert einer bestimmten Bevölkerung bezogene Größe ist, besitzt die Kurzspeicherkapazität den Vorteil, eine absolute Größe zu sein.
Dem Physiker Helmar Frank, der zu dieser Thematik 1962 sein erstes Buch vorlegte, war in seiner Dissertation die Aufgabe gestellt worden, über das Problem nachzudenken, wie viel Information ein Mensch bei einer komplexen Kunstdarbietung, etwa bei einem Bühnenbild, überhaupt aufnehmen und gedanklich verarbeiten kann und wie viel einfach vorbeirauscht. Frank kam dabei auf die Idee, die Durchlassfähigkeit des menschlichen Verstandes und auch seine Lernfähigkeit in Analogie zu der Theorie von Claude Shannon als eine Kanalkapazität zu verstehen. Auf diese Weise gelangte er zur Definition der Kurzspeicherkapazität.
Auf dieser theoretischen Grundlage entwickelte der Psychologe Siegfried Lehrl den Kurztest der Allgemeinen Intelligenz, später Kurztest für allgemeine Basisgrößen der Informationsverarbeitung (KAI), bei dem die Informationsverarbeitungsgeschwindigkeit als Lesegeschwindigkeit gemessen wird. Andere Forscher messen die Informationsverarbeitungsgeschwindigkeit als Wahlreaktionszeit zwischen einfachen Handlungsalternativen.
Die Kurzspeicherkapazität, und damit der IQ, sollen im Zusammenhang mit der Energie-Spektraldichte des Elektroenzephalogramms (EEG) bei evozierten Potentialen und mit dem Energiestoffwechsel des Gehirns stehen.
In standardisierten Tests haben Personen mit einem IQ von 130 eine Kurzspeicherkapazität von 140 Bit, die mit einem IQ von 112 eine von 105 Bit und die mit einem IQ von 94 eine von 70 Bit. Aus solchen Daten lässt sich erkennen, dass die Kurzspeicherkapazität im Unterschied zum IQ nicht auf die Gaußsche Normalverteilung normiert ist. Stattdessen weist sie eine logarithmisch-normale Verteilung auf.